# Arutela

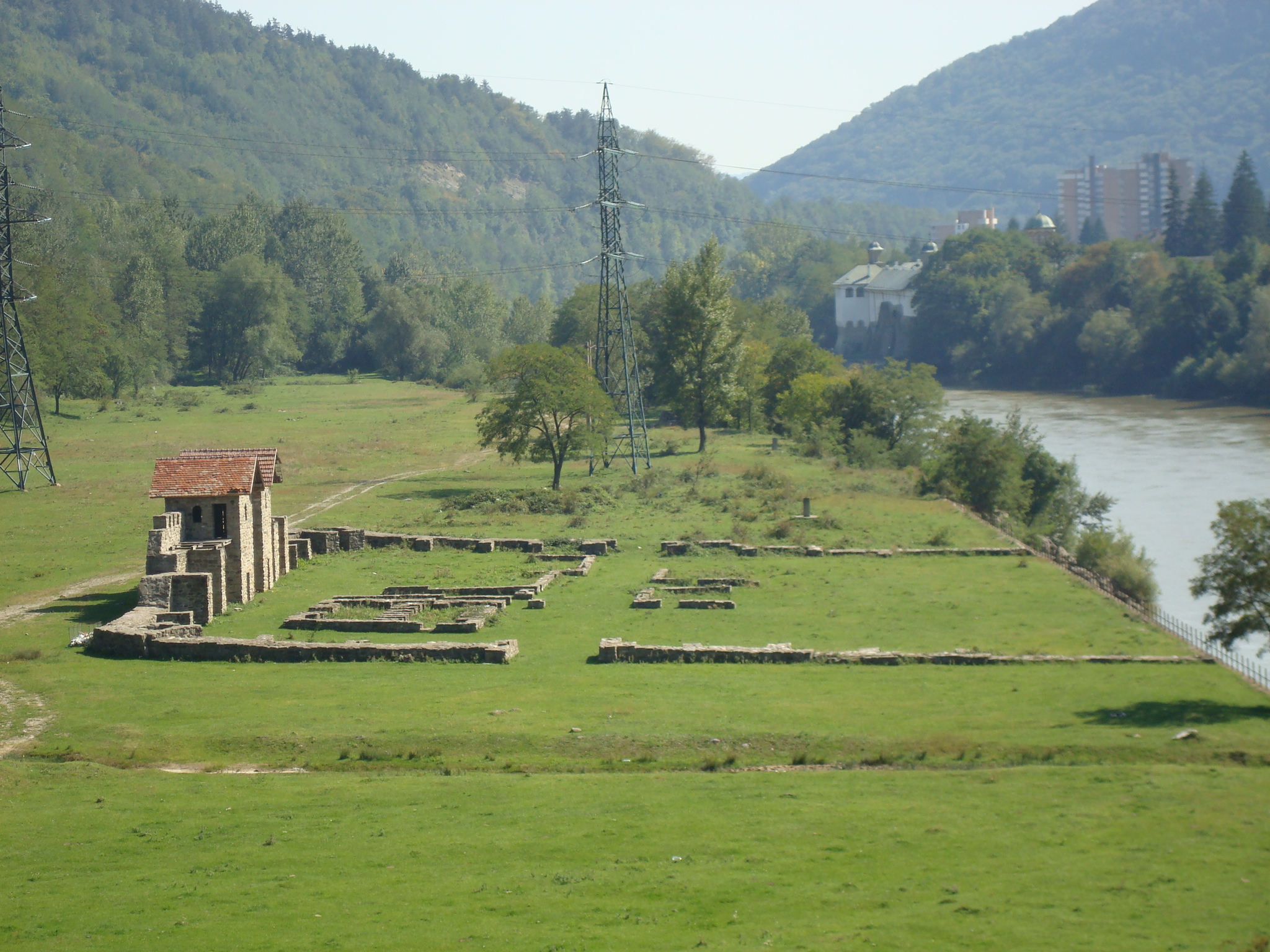
Restaurierte Relikte des Kastells

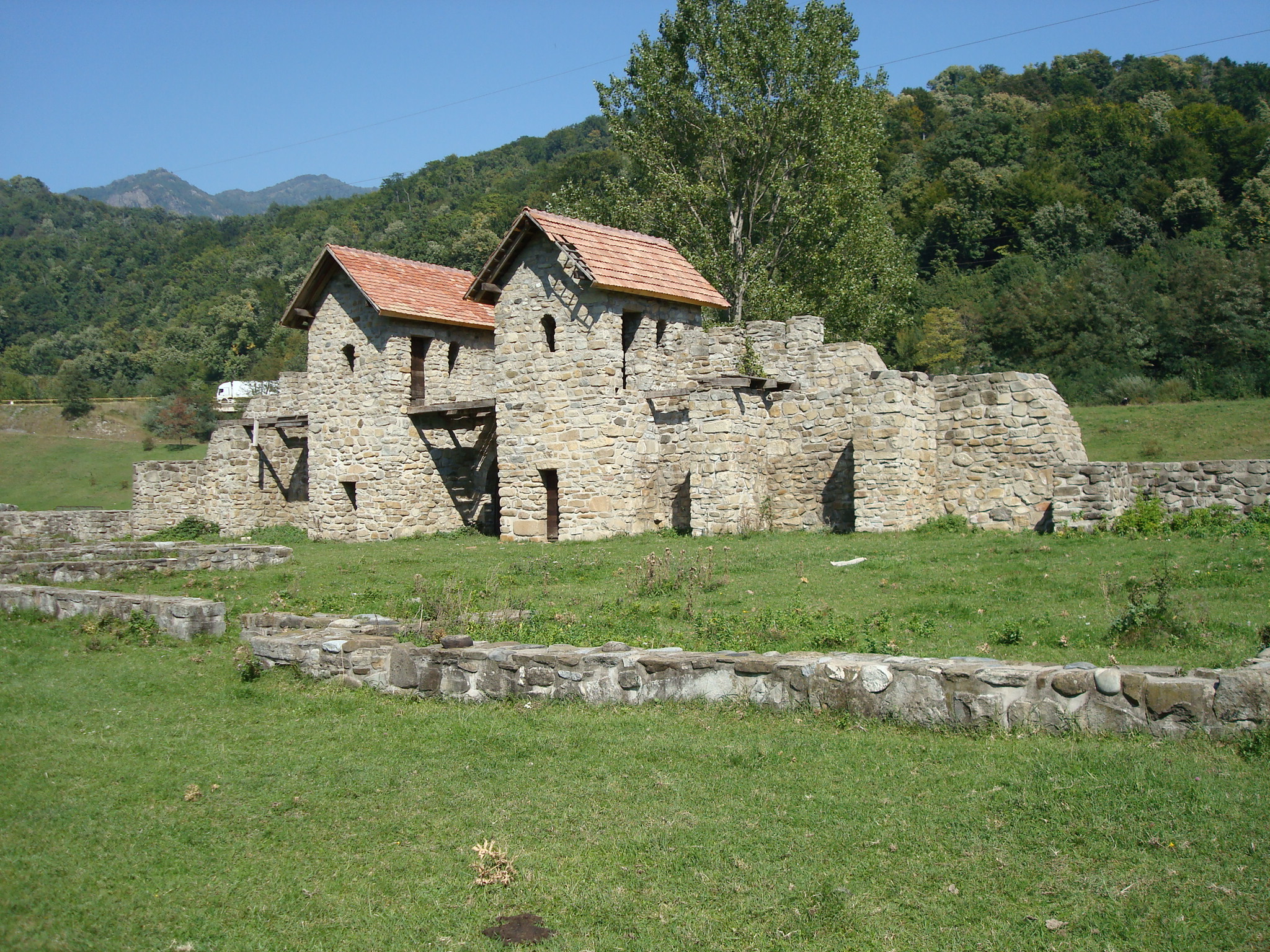
Porta praetoria des Kastells Arutela

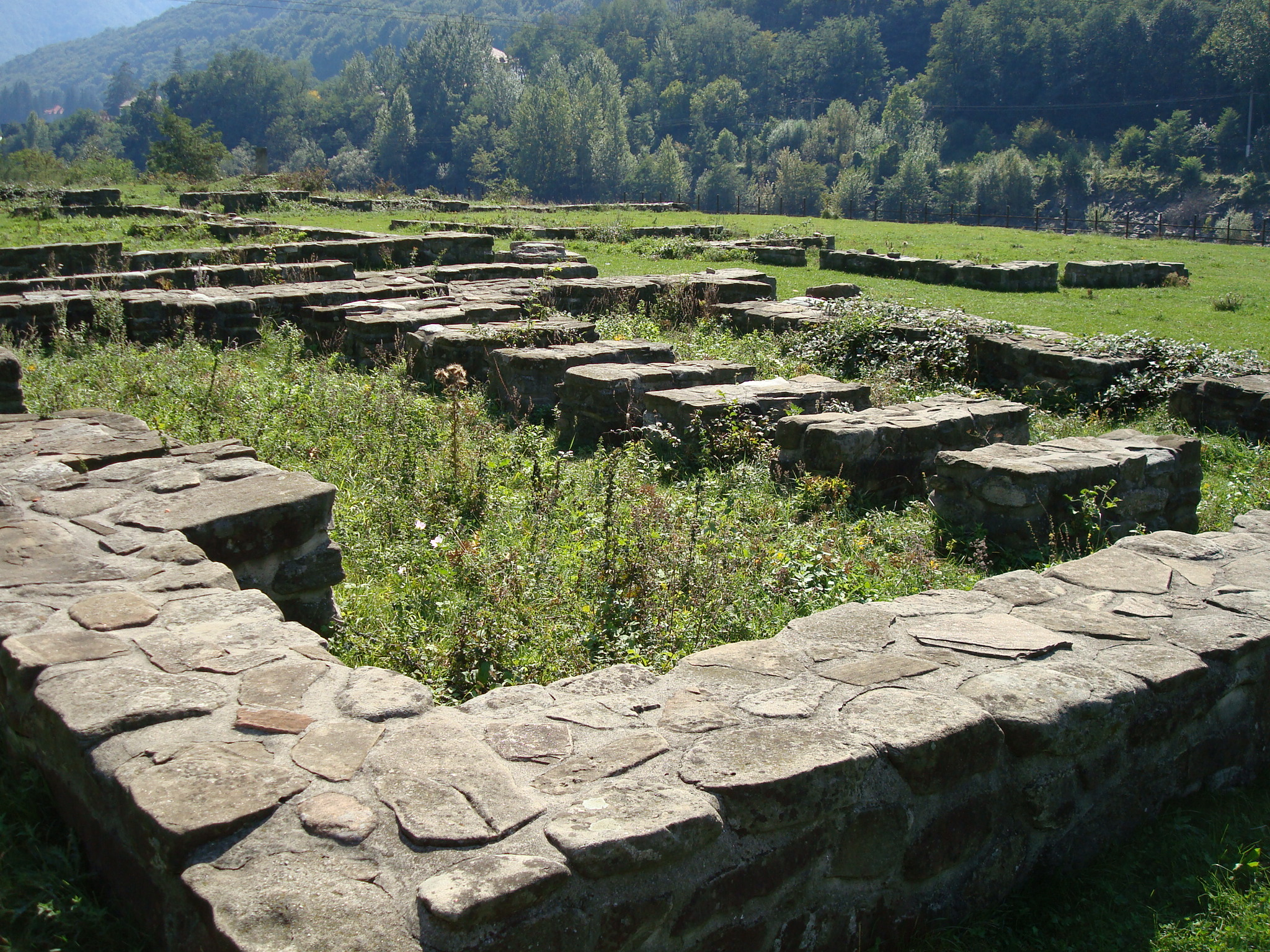
Restaurierte Grundmauern des Horreums

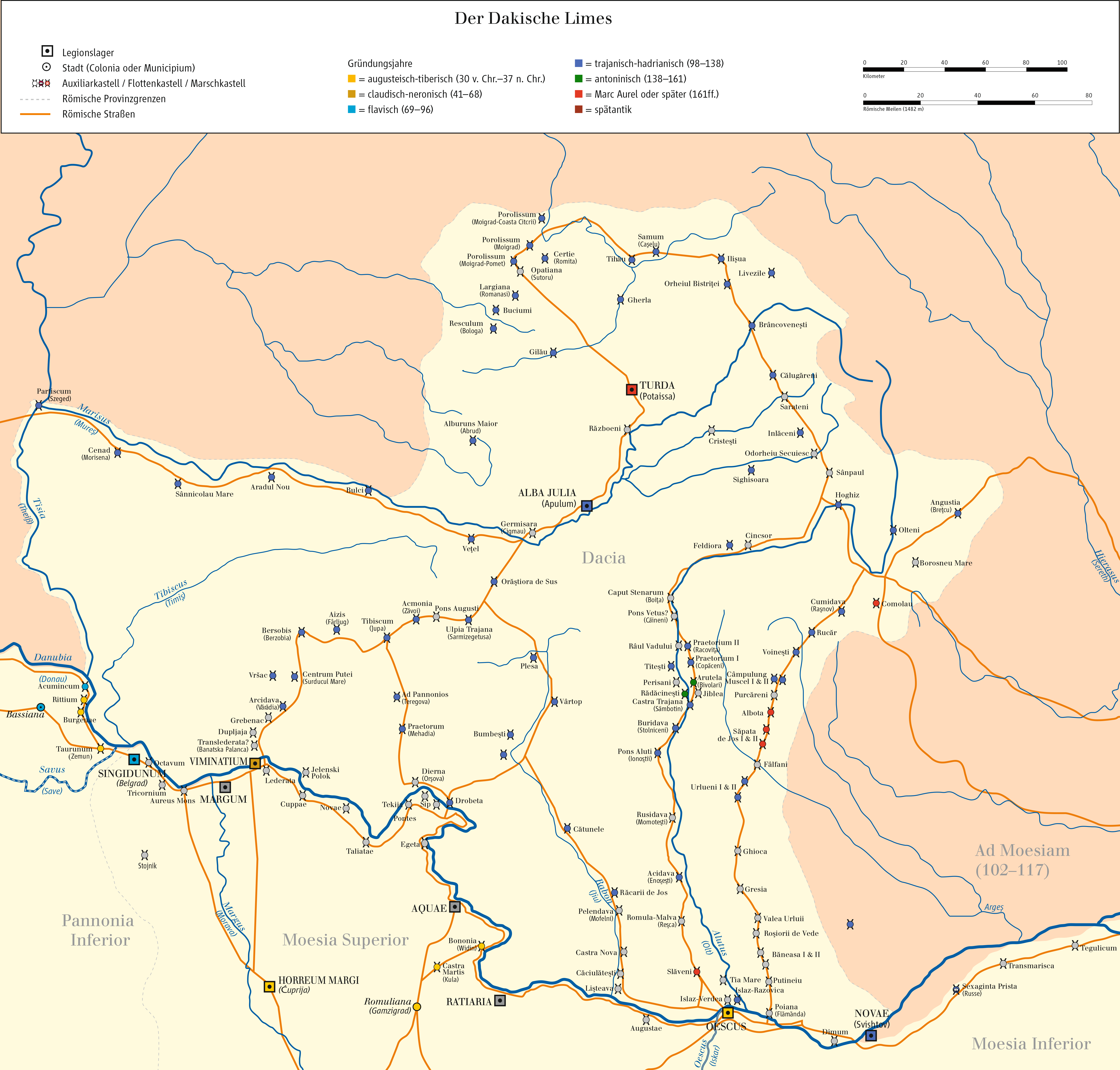
Arutela im Verlauf der dakischen Limites

Arutela (auch: Kastell Bivolari oder Kastell Bivolari Poiana) ist der antike Name eines römischen Hilfstruppenlagers auf dem Gebiet des zur Stadt Călimănești gehörenden Dorfes Căciulata im Kreis Vâlcea in der rumänischen Region Kleine Walachei. In antiker Zeit war es Bestandteil des Limes Alutanus und gehörte administrativ zur Provinz Dacia inferior, später zur Dacia Malvensis. Gemeinsam mit insgesamt 277 Stätten des Dakischen Limes wurde das Kastell Bivolari 2024 zum UNESCO-Weltkulturerbe erhoben.